# Mistrzostwa Świata w Lekkoatletyce 1983 – bieg na 5000 m mężczyzn

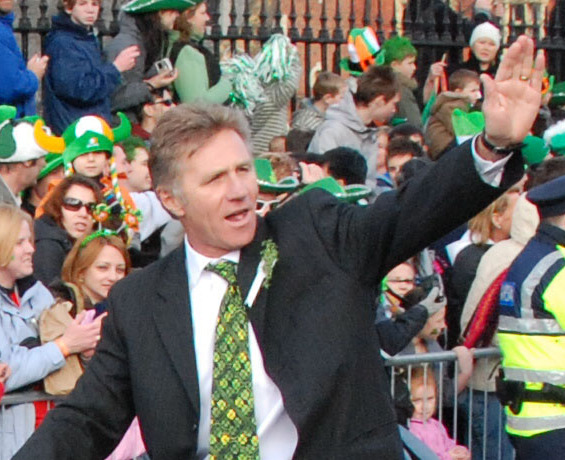
Mistrz świata Eamonn Coghlan

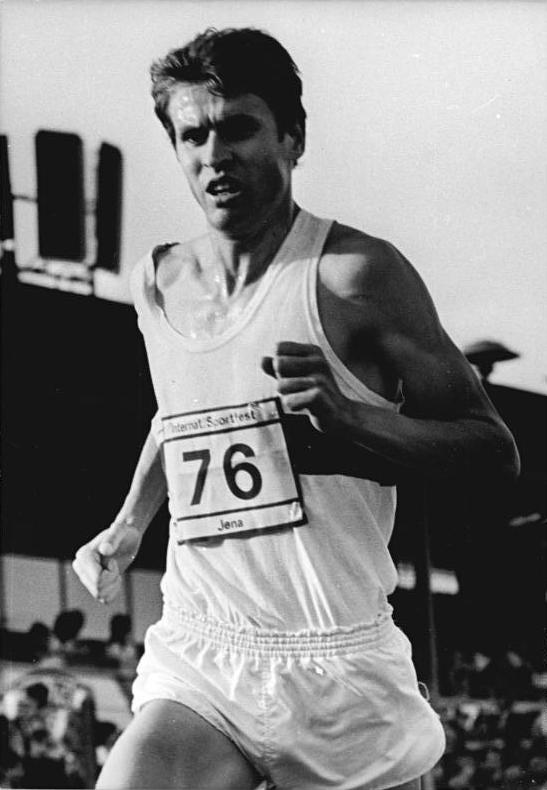
Wicemistrz świata Werner Schildhauer

Bieg na 5000 metrów mężczyzn – jedna z konkurencji biegowych rozgrywanych podczas lekkoatletycznych mistrzostw świata na Stadionie Olimpijskim w Helsinkach.

## Terminarz
| Data        |            |
| ----------- | ---------- |
| 10 sierpnia | Eliminacje |
| 12 sierpnia | Półfinały  |
| 14 sierpnia | Finał      |

## Rekordy
|               | Zawodnik        | Wynik    | Miejsce | Data              |
| ------------- | --------------- | -------- | ------- | ----------------- |
| Rekord świata | David Moorcroft | 13:00,41 | Oslo    | 7 lipca 1982(dts) |

## Wyniki

### Eliminacje
Rozegrano trzy biegi eliminacyjne. Z każdego biegu ośmiu najlepszych zawodników automatycznie awansowało do półfinałów (Q). Skład półfinalistów uzupełniło sześciu najszybszych biegaczy spośród pozostałych (q).

### Bieg 1
| Poz. | Imię i nazwisko     | Reprezentacja     | Wynik    | Uwagi |
| ---- | ------------------- | ----------------- | -------- | ----- |
| 1    | Markus Ryffel       | Szwajcaria        | 13:43,36 | Q     |
| 2    | Wodajo Bulti        | Etiopia           | 13:43,53 | Q     |
| 3    | Eamonn Martin       | Wielka Brytania   | 13:43,57 | Q     |
| 4    | Thomas Wessinghage  | RFN               | 13:43,66 | Q     |
| 5    | Anatolij Krochmaluk | ZSRR              | 13:43,78 | Q     |
| 6    | Salvatore Antibo    | Włochy            | 13:44,05 | Q     |
| 7    | Charles Cheruiyot   | Kenia             | 13:44,43 | Q     |
| 8    | Doug Padilla        | Stany Zjednoczone | 13:44,71 | Q     |
| 9    | Filipos Filipu      | Grecja            | 13:45,23 | q     |
| 10   | Abderrazak Bounour  | Algieria          | 13:57,93 | q     |
| 11   | Justin Gloden       | Luksemburg        | 14:26,02 | q     |
| 12   | Mohamed Bakheet     | Palestyna         | 14:52,26 |       |
| 13   | Ramón López         | Paragwaj          | 15:10,29 |       |

### Bieg 2
| Poz. | Imię i nazwisko      | Reprezentacja     | Wynik    | Uwagi |
| ---- | -------------------- | ----------------- | -------- | ----- |
| 1    | Paul Kipkoech        | Kenia             | 14:18,73 | Q     |
| 2    | Féthi Baccouche      | Tunezja           | 14:23,79 | Q     |
| 3    | Julian Goater        | Wielka Brytania   | 14:23,93 | Q     |
| 4    | António Leitão       | Portugalia        | 14:28,63 | Q     |
| 5    | Dmitrij Dmitrijew    | ZSRR              | 14:37,75 | Q     |
| 6    | Ronald Lanzoni       | Kostaryka         | 14:49,20 | Q     |
| 7    | Werner Schildhauer   | NRD               | 14:49,22 | Q     |
| 8    | Jim Hill             | Stany Zjednoczone | 14:56,28 | Q     |
| 9    | Antoine Nivyobizi    | Burundi           | 15:14,60 |       |
| 10   | José Jaime Hernández | Salwador          | 15:29,86 |       |
| 11   | Alden Morris         | Turks i Caicos    | 18:06,35 |       |
| –    | Christoph Herle      | RFN               | DNS      |       |
| –    | Mohamed Kedir        | Etiopia           | DNS      |       |

### Bieg 3
| Poz. | Imię i nazwisko     | Reprezentacja     | Wynik    | Uwagi |
| ---- | ------------------- | ----------------- | -------- | ----- |
| 1    | Walerij Abramow     | ZSRR              | 14:12,61 | Q     |
| 2    | Seyoum Nigatu       | Etiopia           | 14:13,22 | Q     |
| 3    | Dietmar Millonig    | Austria           | 14:13,65 | Q     |
| 4    | Eamonn Coghlan      | Irlandia          | 14:13,80 | Q     |
| 5    | Dave Clarke         | Wielka Brytania   | 14:13,97 | Q     |
| 6    | Jorge García        | Hiszpania         | 14:14,57 | Q     |
| 7    | Paul Williams       | Kanada            | 14:15,10 | Q     |
| 8    | Jim Spivey          | Stany Zjednoczone | 14:15,70 | Q     |
| 9    | Ricardo Vera        | Urugwaj           | 14:17,26 | q     |
| 10   | Kenji Ide           | Japonia           | 14:18,34 | q     |
| 11   | Martti Vainio       | Finlandia         | 14:18,74 | q     |
| 12   | Masini Situ-Kubanza | Zairv             | 15:02,26 |       |
| –    | Hansjörg Kunze      | NRD               | DNS      |       |

### Półfinały
Rozegrano dwa biegi półfinałowe. Z każdego biegu pięciu najlepszych zawodników awansowało do finału (Q). Skład finalistów uzupełniło pięciu zawodników spośród pozostałych z najlepszymi czasami (q).

### Bieg 1
| Poz. | Imię i nazwisko     | Reprezentacja     | Wynik    | Uwagi |
| ---- | ------------------- | ----------------- | -------- | ----- |
| 1    | Markus Ryffel       | Szwajcaria        | 13:32,34 | Q     |
| 2    | Thomas Wessinghage  | RFN               | 13:32,37 | Q     |
| 3    | Werner Schildhauer  | NRD               | 13:32,49 | Q     |
| 4    | Dietmar Millonig    | Austria           | 13:32,86 | Q     |
| 5    | Doug Padilla        | Stany Zjednoczone | 13:32,70 | Q     |
| 6    | Paul Kipkoech       | Kenia             | 13:33,33 | q     |
| 7    | Julian Goater       | Wielka Brytania   | 13:36,21 | q     |
| 8    | Anatolij Krochmaluk | ZSRR              | 13:37,24 | q     |
| 9    | Filipos Filipu      | Grecja            | 13:40,81 |       |
| 10   | Paul Williams       | Kanada            | 13:50,30 |       |
| 11   | Dave Clarke         | Wielka Brytania   | 13:58,37 |       |
| 12   | Seyoum Nigatu       | Etiopia           | 14:02,23 |       |
| 13   | Kenji Ide           | Japonia           | 14:04,94 |       |
| 14   | Justin Gloden       | Luksemburg        | 14:12,25 |       |
| 15   | Ronald Lanzoni      | Kostaryka         | 14:47,30 |       |

### Bieg 2
| Poz. | Imię i nazwisko    | Reprezentacja     | Wynik    | Uwagi |
| ---- | ------------------ | ----------------- | -------- | ----- |
| 1    | Dmitrij Dmitrijew  | ZSRR              | 13:31,40 | Q     |
| 2    | Eamonn Coghlan     | Irlandia          | 13:31,66 | Q     |
| 3    | António Leitão     | Portugalia        | 13:32,33 | Q     |
| 4    | Wodajo Bulti       | Etiopia           | 13:33,03 | Q     |
| 5    | Salvatore Antibo   | Włochy            | 13:31,12 | Q     |
| 6    | Walerij Abramow    | ZSRR              | 13:33,37 | q     |
| 7    | Martti Vainio      | Finlandia         | 13:34,18 | q     |
| 8    | Jim Hill           | Stany Zjednoczone | 13:38,56 |       |
| 9    | Jim Spivey         | Stany Zjednoczone | 13:43,17 |       |
| 10   | Jorge García       | Hiszpania         | 13:46,36 |       |
| 11   | Eamonn Martin      | Wielka Brytania   | 13:43,57 |       |
| 12   | Charles Cheruiyot  | Kenia             | 13:52,61 |       |
| 13   | Abderrazak Bounour | Algieria          | 14:00,78 |       |
| 14   | Féthi Baccouche    | Tunezja           | 14:19,64 |       |
| 15   | Ricardo Vera       | Urugwaj           | 14:20,20 |       |

### Finał
| Poz. | Imię i nazwisko     | Reprezentacja     | Wynik    |
| ---- | ------------------- | ----------------- | -------- |
| 1    | Eamonn Coghlan      | Irlandia          | 13:28,53 |
| 2    | Werner Schildhauer  | NRD               | 13:30,20 |
| 3    | Martti Vainio       | Finlandia         | 13:30,34 |
| 4    | Dmitrij Dmitrijew   | ZSRR              | 13:30,38 |
| 5    | Doug Padilla        | Stany Zjednoczone | 13:32,08 |
| 6    | Thomas Wessinghage  | RFN               | 13:32,46 |
| 7    | Wodajo Bulti        | Etiopia           | 13:34,03 |
| 8    | Dietmar Millonig    | Austria           | 13:36,08 |
| 9    | Paul Kipkoech       | Kenia             | 13:37,44 |
| 10   | António Leitão      | Portugalia        | 13:38,55 |
| 11   | Walerij Abramow     | ZSRR              | 13:39,80 |
| 12   | Markus Ryffel       | Szwajcaria        | 13:39,98 |
| 13   | Salvatore Antibo    | Włochy            | 13:40,76 |
| 14   | Julian Goater       | Wielka Brytania   | 13:48,13 |
| 15   | Anatolij Krochmaluk | ZSRR              | 14:00,27 |